# Burma kormányfőinek listája
A burmai és mianmari kormányok vezetőinek listája.

Mianmar állampecsétje

## Burma és Mianmar kormányfőinek listája (1948-Napjainkig)

### Burmai Unió(1948-1974)

#### Miniszterelnökök
| Név                | Született-Meghalt | Hivatali idő kezdete | Hivatali idő vége | Politikai párt/kormányzati forma                  |
| ------------------ | ----------------- | -------------------- | ----------------- | ------------------------------------------------- |
| U Nu (először)     | 1907-1995         | 1948. január 4.      | 1956. június 12.  | Antifasiszta Liga                                 |
| Ba Swe             | 1915-1987         | 1956. június 12.     | 1957. március 1.  | Antifasiszta Liga                                 |
| U Nu (másodszor)   | 1907-1995         | 1957. március 1.     | 1958. október 29. | Antifasiszta Liga                                 |
| Ne Win (először)   | 1911-2002         | 1958. október 29.    | 1960. április 4.  | Katonai diktatúra                                 |
| U Nu (harmadszor)  | 1907-1995         | 1960. április 4.     | 1962. március 2.  | Antifasiszta Liga                                 |
| Ne Win (másodszor) | 1911-2002         | 1962. március 2.     | 1974. március 4.  | Katonai diktatúra/Burmai Szocialista Program Párt |

### Burmai Szocialista Köztársaság(1974-1988)

#### Miniszterelnökök
| Név             | Született-Meghalt | Hivatali idő kezdete | Hivatali idő vége    | Politikai párt/kormányzati forma                  |
| --------------- | ----------------- | -------------------- | -------------------- | ------------------------------------------------- |
| Sein Win        | 1929-             | 1974. március 4.     | 1977. március 29.    | Katonai diktatúra/Burmai Szocialista Program Párt |
| Maung Maung Kha | 1920-1995         | 1977. március 29.    | 1988. július 26.     | Katonai diktatúra/Burmai Szocialista Program Párt |
| Tun Tin         | 1930-             | 1988. július 26.     | 1988. szeptember 18. | Katonai diktatúra/Burmai Szocialista Program Párt |

### Mianmari Államszövetség Köztársasága(1988-napjainkig)

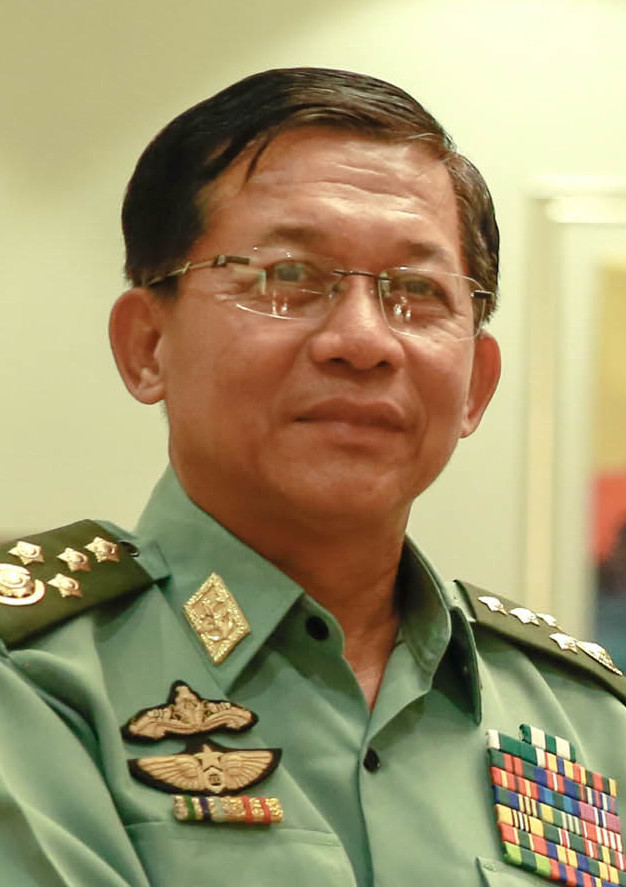
Min Aun Hlaing

#### Miniszterelnökök
| Név        | Született-Meghalt | Hivatali idő kezdete | Hivatali idő vége   | Kormányzati forma                                      |
| ---------- | ----------------- | -------------------- | ------------------- | ------------------------------------------------------ |
| Saw Maung  | 1928-1997         | 1988. szeptember 21. | 1992. április 23.   | Katonai diktatúra                                      |
| Than Shwe  | 1933-             | 1992. április 23.    | 2003. augusztus 25. | Katonai diktatúra                                      |
| Khin Nyunt | 1939-             | 2003. augusztus 25.  | 2004. október 18.   | Katonai diktatúra                                      |
| Soe Win    | 1949-2007         | 2004. október 19.    | 2007. október 12.   | Katonai diktatúra                                      |
| Thein Sein | 1945-             | 2007. október 12.    | 2011. március 30.   | Katonai diktatúra, a miniszterelnöki tisztség megszűnt |

#### Államtanácsos
| Név              | Született-Meghalt | Hivatali idő kezdete | Hivatali idő vége | Politikai párt/kormányzati forma                                                                                                 |
| ---------------- | ----------------- | -------------------- | ----------------- | --- |
| Aun Szan Szu Kji | 1945-             | 2016. április 6.     | 2021. február 1.  | szövetségi parlamentáris köztársaság/ Nemzeti Liga a Demokráciáért (NLD) (2021. február 1-én államcsínyt hajtottak végre ellene) |

#### Az Államigazgatási Tanács elnöke
| Név            | Született-Meghalt | Hivatali idő kezdete | Hivatali idő vége | Politikai párt/kormányzati forma |
| -------------- | ----------------- | -------------------- | ----------------- | -------------------------------- |
| Min Aun Hlaing | 1956-             | 2021. február 1.     | hivatalban        | Katonai diktatúra                |

## Fordítás
- Ez a szócikk részben vagy egészben az Prime Minister of Burma című angol Wikipédia-szócikk fordításán alapul.  Az eredeti cikk szerkesztőit annak laptörténete sorolja fel. Ez a jelzés csupán a megfogalmazás eredetét és a szerzői jogokat jelzi, nem szolgál a cikkben szereplő információk forrásmegjelöléseként.